# 티켓마스터
티켓마스터(Ticketmaster Entertainment, Inc.)는 미국 캘리포니아주 웨스트할리우드에 본사를 둔 티켓 판매 회사이다.

## 같이 보기
- 라이브 네이션
- 암표
- 독점